# Cyclops vulgaris
Cyclops vulgaris – gatunek widłonoga z rodziny Cyclopidae, nazwa naukowa gatunku została po raz pierwszy opublikowana w 1838 roku przez niemieckiego przyrodnika Carla Ludwiga Kocha.